# Jam Jodhpur
Jam Jodhpur é uma cidade e um município no distrito de Jamnagar, no estado indiano de Gujarat.

## Demografia
Segundo o censo de 2001, Jam Jodhpur tinha uma população de 22 651 habitantes. Os indivíduos do sexo masculino constituem 51% da população e os do sexo feminino 49%. Jam Jodhpur tem uma taxa de literacia de 72%, superior à média nacional de 59,5%: a literacia no sexo masculino é de 77% e no sexo feminino é de 67%. Em Jam Jodhpur, 11% da população está abaixo dos 6 anos de idade.